# 今ひとたびの
『今ひとたびの』（いまひとたびの）は、高見順の小説。1946年（昭和21年）1-6月に『婦人朝日』（朝日新聞社）に連載され、同年、短篇「草のいのちを」を合わせて鎌倉文庫より刊行された。翌1947年に五所平之助監督により映画化されている。

## 書誌
- 『今ひとたびの 高見順小説集』鎌倉文庫、1946年9月。
- 『今ひとたびの』青龍社、1947年7月。
- 『今ひとたびの』三笠書房〈三笠文庫〉、1951年。
- 『長編小説全集 第9巻 高見順篇』新潮社、1953年10月。
- 『今ひとたびの』角川書店〈角川文庫〉、1956年4月。
- 『新選現代日本文学全集 20 高見順集』筑摩書房、1959年3月。
- 『高見順文学全集 第2巻』講談社、1965年。
- 『日本文学全集 23 高見順』河出書房新社、1967年。
- 『高見順全集 第7巻』勁草書房、1970年。
- 『現代日本文学 19 高見順集』筑摩書房、1974年。
- 『今ひとたびの』河出書房新社〈河出文庫〉、2005年1月。ISBN 4-309-40733-1

## 映画
1947年4月8日公開。製作、配給は東宝。モノクロ、スタンダード。

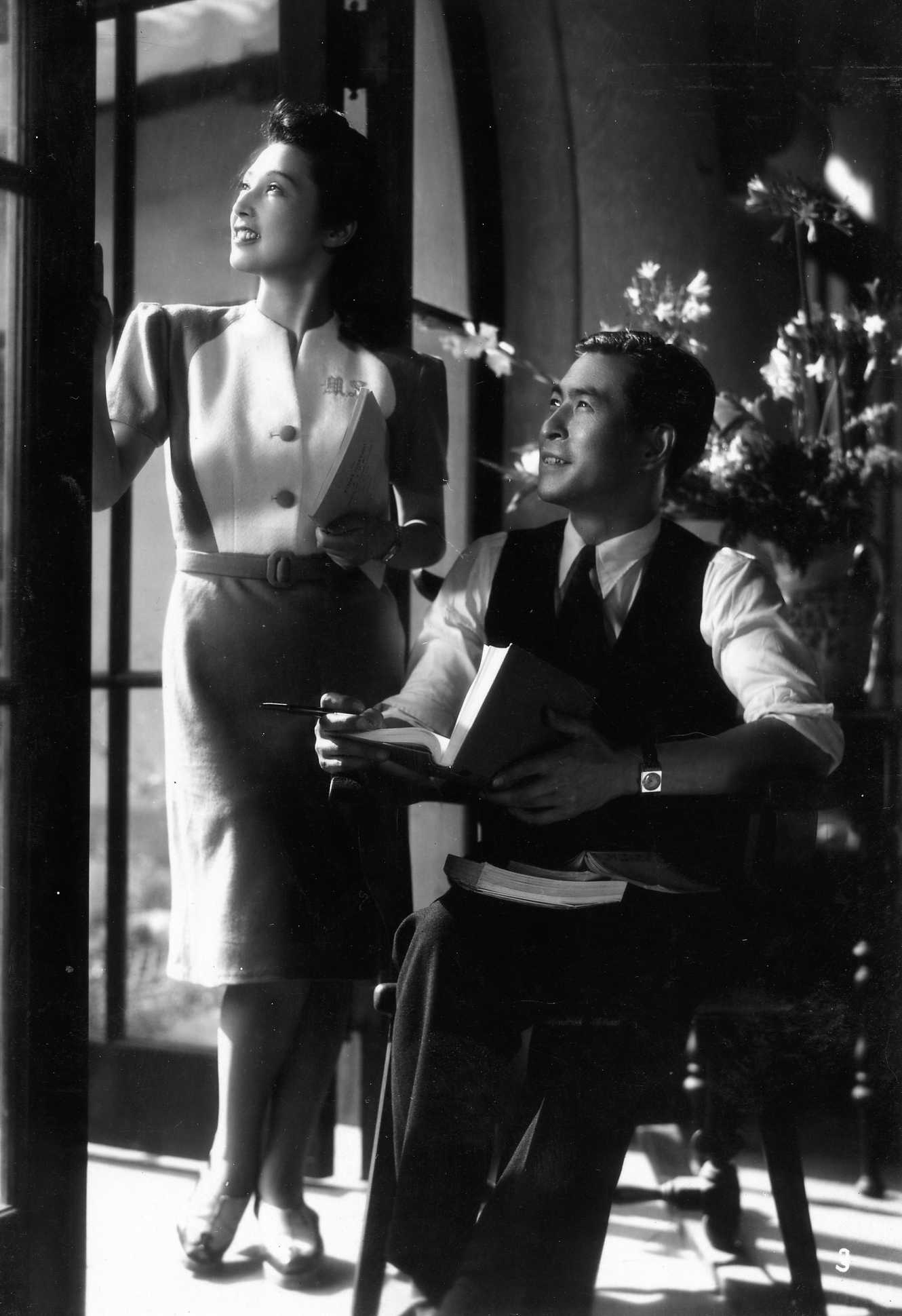
高峰三枝子（左）、龍崎一郎（右）

### スタッフ
- 監督：五所平之助
- 製作：伊藤基彦、本木荘二郎
- 原作：高見順
- 脚本：植草圭之助
- 音楽：服部良一
- 撮影：三浦光雄
- 美術：松山崇
- 録音：藤好昌生
- 照明：大沼正喜

### キャスト
- 都築暁子：高峰三枝子
- 野上哲也：龍崎一郎
- 田中耕三：河村弘二
- 左近正彦：田中春男
- 蒲原菊男：北沢彪
- 刑事：清水将夫
- 名和俊子：谷間小百合
- 村上きよ：出雲八重子
- 看護婦木村：中北千枝子
- 道子：一の宮あつ子

### 受賞歴
- 1947年 - 第2回毎日映画コンクール 美術賞

## テレビドラマ
本作を原作とするテレビドラマが、1961年9月26日に『シャープ火曜劇場』（フジテレビ系）で放送された。

### 出演者
- 仲谷昇
- 武内亨
- 八千草薫
- 伊藤幸子
- 名古屋章

### スタッフ
- 脚本：竹内勇太郎

| フジテレビ シャープ火曜劇場 | フジテレビ シャープ火曜劇場   | フジテレビ シャープ火曜劇場 |
| 前番組                      | 番組名                        | 次番組                      |
| --------------------------- | ----------------------------- | --------------------------- |
| 誰よりも君を愛す            | 今ひとたびの （テレビドラマ） | 忘れえぬ人                  |